# یواس‌اس کاون (دی‌دی-۸۶۶)
یواس‌اس کاون (دی‌دی-۸۶۶) (به انگلیسی: USS Cone (DD-866)) یک کشتی است که طول آن ۳۹۰ فوت ۶ اینچ (۱۱۹٫۰۲ متر) می‌باشد. این کشتی در سال ۱۹۴۵ ساخته شد.